# 藍斑雀鯛
藍斑雀鯛（學名：Pomacentrus azuremaculatus），是輻鰭魚綱鱸形目雀鯛科雀鯛屬的其中一種，僅發現在東印度洋泰國普吉島和斯米蘭群島以及印尼爪哇海的斯里布群島海域，深度5至30公尺，本魚體呈卵圓形且側扁，吻部圓鈍，體被櫛鱗，體色整體為灰白色，魚鰭及頭部、背部顏色較深，頭部、鰓蓋散布亮藍色小斑點，背鰭硬棘13枚、背鰭軟條14-15枚、臀鰭硬棘2枚、臀鰭軟條14-15枚，體長可達12公分，棲息在珊瑚礁，以浮游生物為食，繁殖期時成對出現，雄魚會守護卵直到孵化，生活習性不明。